# دانشگاه باکائو
دانشگاه باکائو (به لاتین: University of Bacău) یک دانشگاه در رومانی است که در باکائو واقع شده‌است.